# Горрабад (Марказі)
Горрабад (перс. حراباد) — село в Ірані, у дегестані Машгад-е Мікан, у Центральному бахші, шахрестані Ерак остану Марказі. За даними перепису 2006 року, його населення становило 273 особи, що проживали у складі 91 сім'ї.

## Клімат
Середня річна температура становить 13,17 °C, середня максимальна – 33,39 °C, а середня мінімальна – -10,48 °C. Середня річна кількість опадів – 275 мм.
| Клімат поселення                              | Клімат поселення | Клімат поселення | Клімат поселення | Клімат поселення | Клімат поселення | Клімат поселення | Клімат поселення | Клімат поселення | Клімат поселення | Клімат поселення | Клімат поселення | Клімат поселення | Клімат поселення |
| Показник                                      | Січ.             | Лют.             | Бер.             | Квіт.            | Трав.            | Черв.            | Лип.             | Серп.            | Вер.             | Жовт.            | Лист.            | Груд.            |                  |
| Середній максимум, °C                         | 8,32             | 11,12            | 16,53            | 21,10            | 25,29            | 32,78            | 33,39            | 31,82            | 27,80            | 21,99            | 15,61            | 8,84             |                  |
| Середня температура, °C                       | −1,08            | 1,71             | 7,12             | 11,71            | 15,88            | 23,38            | 26,70            | 25,12            | 21,11            | 15,32            | 8,92             | 2,16             |                  |
| Середній мінімум, °C                          | −10,48           | −7,67            | −2,28            | 2,30             | 6,48             | 13,98            | 20,02            | 18,43            | 14,43            | 8,63             | 2,24             | −4,53            |                  |
| Норма опадів, мм                              | 40               | 38               | 49               | 34               | 28               | 4                | 1                | 1                | 0                | 11               | 27               | 42               |                  |
| Середньомісячна швидкість вітру, м/с          | 2.00             | 2.07             | 2.94             | 2.96             | 2.80             | 2.63             | 2.63             | 2.50             | 2.27             | 2.14             | 1.79             | 2.17             |                  |
| Середньомісячна сонячна радіація, кДж/м²·день | 8907             | 12419            | 14863            | 18346            | 22297            | 26864            | 25901            | 24046            | 20972            | 15549            | 10896            | 8810             |                  |
| --------------------------------------------- | ---------------- | ---------------- | ---------------- | ---------------- | ---------------- | ---------------- | ---------------- | ---------------- | ---------------- | ---------------- | ---------------- | ---------------- | ---------------- |
| Джерело:                                      |                  |                  |                  |                  |                  |                  |                  |                  |                  |                  |                  |                  |                  |